# أحمد بالخير
أحمد هادي بالخير مواليد 24 ديسمبر 1997 في السعودية، هو لاعب كرة قدم يمني يلعب في نادي البطين.

## مسيرة اللاعب
وقع مع نادي الاتحاد مطلع عام 2018 و لكن لم يلعب معهم و لعب بعدها مع نادي العين ونادي الخلود ونادي الحجاز ونادي السلمية ونادي البطين.